# Faggeto Lario
Faggeto Lario é uma comuna italiana da região da Lombardia, província de Como, com cerca de 1.172 habitantes. Estende-se por uma área de 18 km², tendo uma densidade populacional de 65 hab/km². Faz fronteira com Albavilla, Albese con Cassano, Caglio, Carate Urio, Caslino d'Erba, Erba, Laglio, Nesso, Pognana Lario, Tavernerio, Torno.

## Demografia
| Variação demográfica do município entre 1861 e 2011                               |
|                                                                                   |
| Fonte: Istituto Nazionale di Statistica (ISTAT) - Elaboração gráfica da Wikipedia |